# Gerygone flavolateralis
Gerygone flavolateralis е вид птица от семейство Acanthizidae.

## Разпространение
Видът е разпространен във Вануату, Нова Каледония и Соломоновите острови.